# Fröormbunkar

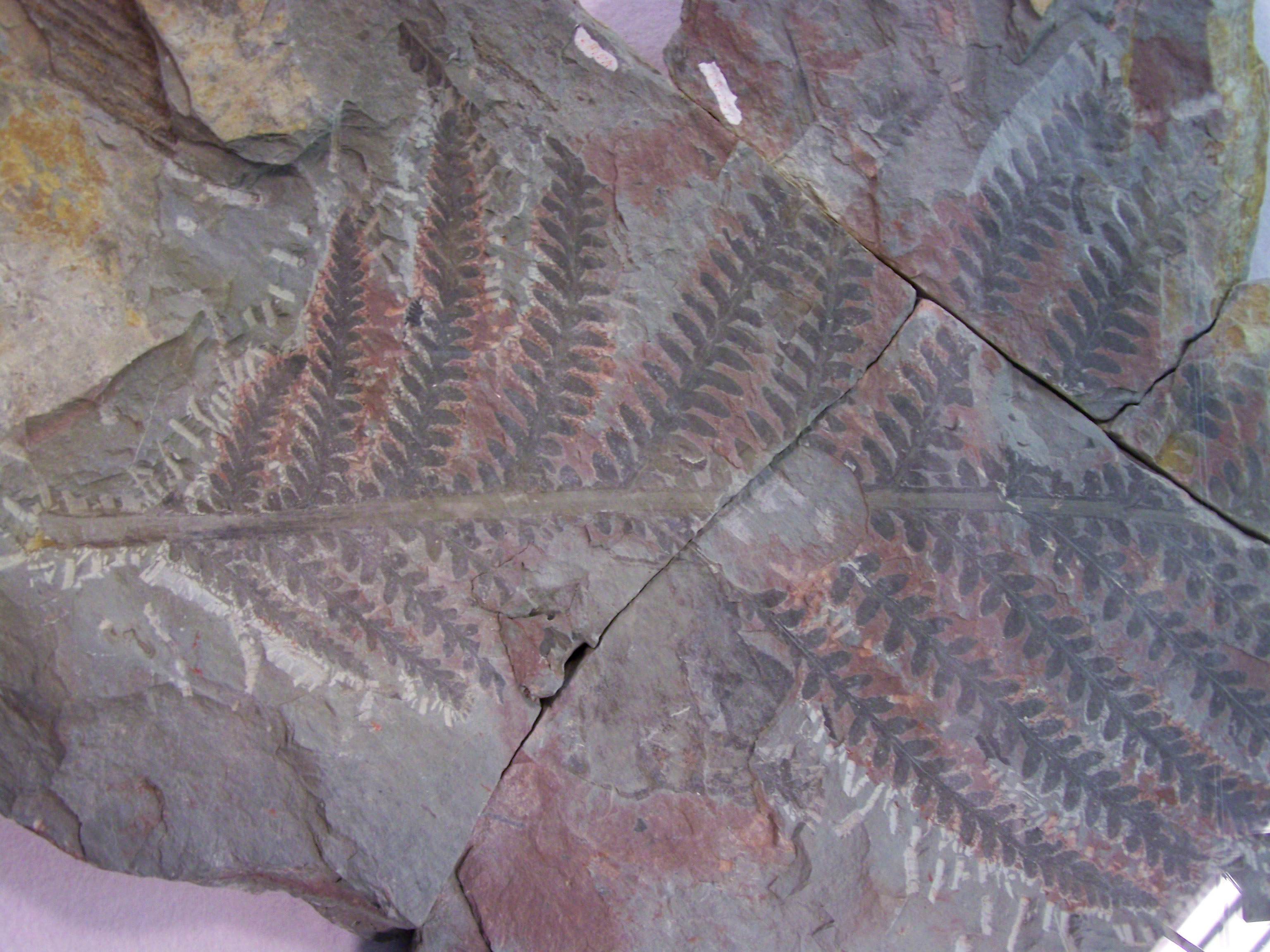
En art i Peltaspermales.

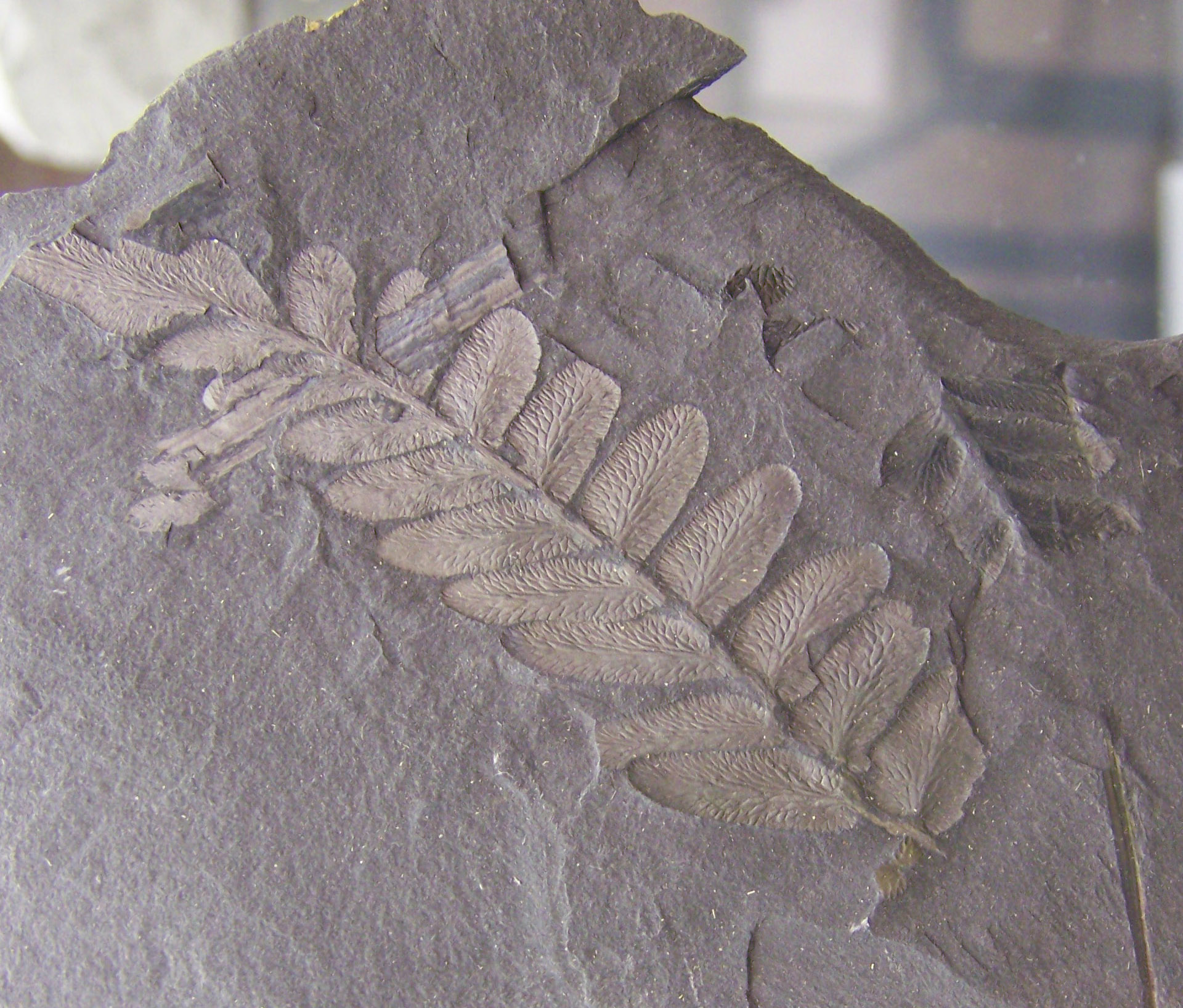
En art i Medullosales.

Fröormbunkar (Pteridospermaphyta) är utdöda växter som förekom mellan karbon och krita. Det är ingen naturlig (monofyletisk) grupp, utan ett samlingsnamn för olika arter med frön och ormbunkslika sammansatta blad. Termen är föråldrad men ändå användbar när man vill beskriva ett fossil med ett sådant utseende, men där inte släktskapen är känd. 

## Kännetecken
Eftersom fröormbunkarna inte är varandras närmaste släktingar är utseendet helt avgörande för vilka som anses höra till kategorin. Vissa fröormbunkar var små träd med upprätt stam. De hade spiralställda stora blad som var upprepat parbladiga och liknade bladen hos stora ormbunkar eller trädormbunkar. Vissa fröormbunkar var istället lianer.
Steletypen (kärlens placering i stammen) skilde sig åt i de olika undergrupperna och omfattade både protostele och eustele. Träet var uppbyggt av parenkym och tunnväggiga trakeider. Flera fossil har band av stenceller (sklerenkym) i barken.
På bladen fanns frön och pollensäckar, detta är något som inte finns hos ormbunkar eller trädormbunkar och fröormbunkar kan vara tidiga fröväxter. Hos moderna fröväxter sitter pollensäckar och frön i specialiserade bildningar (kottar, blommor) men så är det inte hos fröormbunkar. Fröna satt på vanliga blad, samlade i små bägare.

## Utbredning och epok
De äldsta kända fossilen av fröormbunkar är från karbon, perioden som började för 360 miljoner år sedan. Den modernaste gruppen, Caytoniales dog ut under krita, perioden som tog slut för 65 miljoner år sedan. Särskilt under karbon utgjorde fröormbunkar en stor del av landvegetationen. Fröormbunkarna minskade i antal under mesozoicum och i slutet av krita var gruppen nästan helt utdöd, men några fossil från Tasmanien tyder på att fröormbunkar levde där in i eocen
Linné indelade vissa grupper av kottepalmerna, främst Zamia-arterna, som jämförbara med fröormbunkarna. En del Zamia-arter finns fortfarande kvar i Amerikas tropiska eller subtropiska områden. Deras växtsätt och utseende påminner om trädartade ormbunkar. De äldre botanisterna Linné och fransmannen Antoine-Laurent de Jussieu (1748-1836) sammanförde dessa arter med ormbunkarna på grund av deras utseende och förökning. Den moderna systematiken ser annorlunda ut.

## Systematik
Taylor och Taylor anger följande ordningar:
- Paleozoiska ordningar:
  - Calamopityales
  - Buteoxylonales
  - Lyginopteridales
  - Medullosales
  - Callistophytales
  - Glossopteridales
- Mesozoiska ordningar:[3]
  - Caytoniales
  - Corystospermales
  - Peltaspermales
  - Petriellales: från Trias på Antarktis[3]